# ورزش در استرالیا

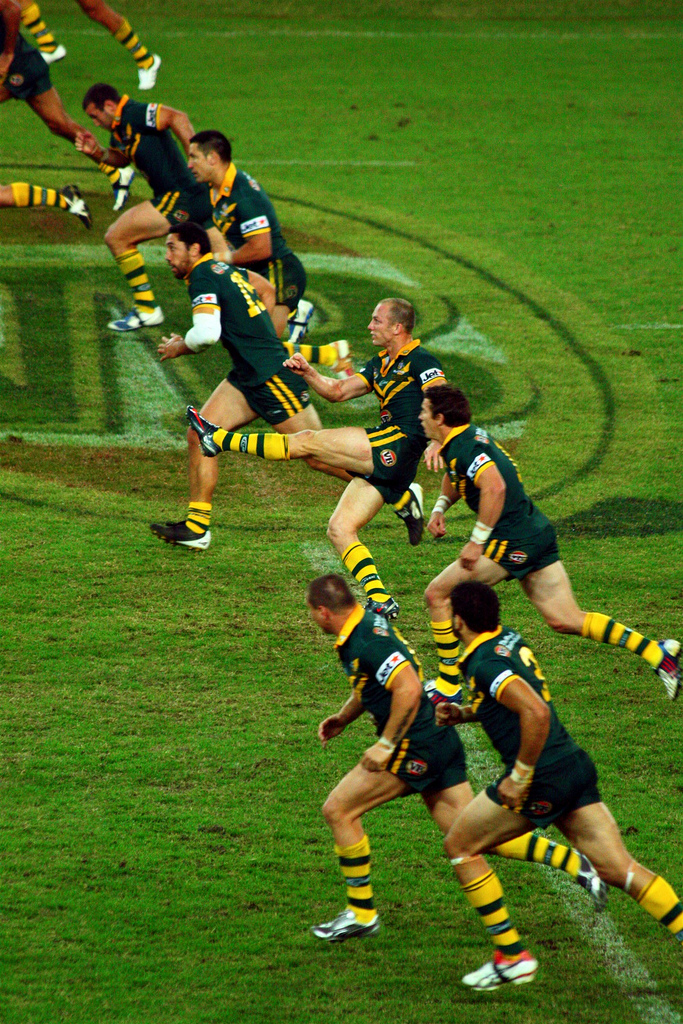
تیم ملی راگبی استرالیا

ورزش در استرالیا بخش مهمی از فرهنگ این کشور است که به اوایل دوره استعمار بازمی‌گردد. فوتبال، راگبی، فوتبال آمریکایی، کریکت و تنیس از جمله اولین ورزش‌های سازمان یافته در استرالیا هستند. ورزش هویت ملی استرالیا را از طریق رویدادهایی مانند جام ملبورن و کاپ آمریکا شکل داده است. استرالیا همچنین رکورد بیشترین حضور در مسابقات راگبی را دارد. تقریباً ۱۱۰۰۰۰ تماشاگر در سال ۲۰۰۰ بازی تیم ملی راگبی استرالیا با تیم ملی اتحادیه نیوزلند را تماشا کردند.
تعدادی لیگ ورزشی حرفه ای، از جمله لیگ مردان و زنان فوتبال استرالیا (AFL)، لیگ ملی راگبی (NRL)، سوپر راگبی اقیانوس آرام (استرالیا/نیوزیلند)، لیگ ملی بسکتبال، لیگ بیسبال، لیگ کریکت در استرالیا وجود دارد. لیگ فوتبال استرالیا در سال ۲۰۱۹ بیش ۷٫۵ میلیون نفر و لیگ ملی راگبی یش از ۴ میلیون نفر برای فصل ۲۰۲۳ دنبال کننده داشت.
استرالیا به عنوان یک کشور در بسیاری از رویدادهای بین‌المللی از جمله المپیک و پارالمپیک شرکت کرده است. این کشور همچنین دو بار میزبان بازی‌های المپیک تابستانی در بازی‌های المپیک تابستانی ۱۹۵۶ (۱۹۵۶) و بازی‌های المپیک تابستانی ۲۰۰۰ (۲۰۰۰) و پنج بار میزبان بازی‌های مشترک المنافع بوده است. سومین میزبانی المپیک در بریزبن در سال ۲۰۳۲ برگزار خواهد شد.
شهر ملبورن به دلیل رویدادهای ورزشی مهم خود مشهور است و به عنوان «پایتخت ورزشی جهان» توصیف شده است، و یکی از استادیوم‌های آن، زمین کریکت ملبورن، خانه فوتبال استرالیایی و یکی از ورزشگاه‌های آن محسوب می‌شود. زمین‌های برتر کریکت در استرالیا به عنوان بهترین زمین‌های ورزشی در جهان شناخته می‌شود.

## ورزش‌های پرطرفدار

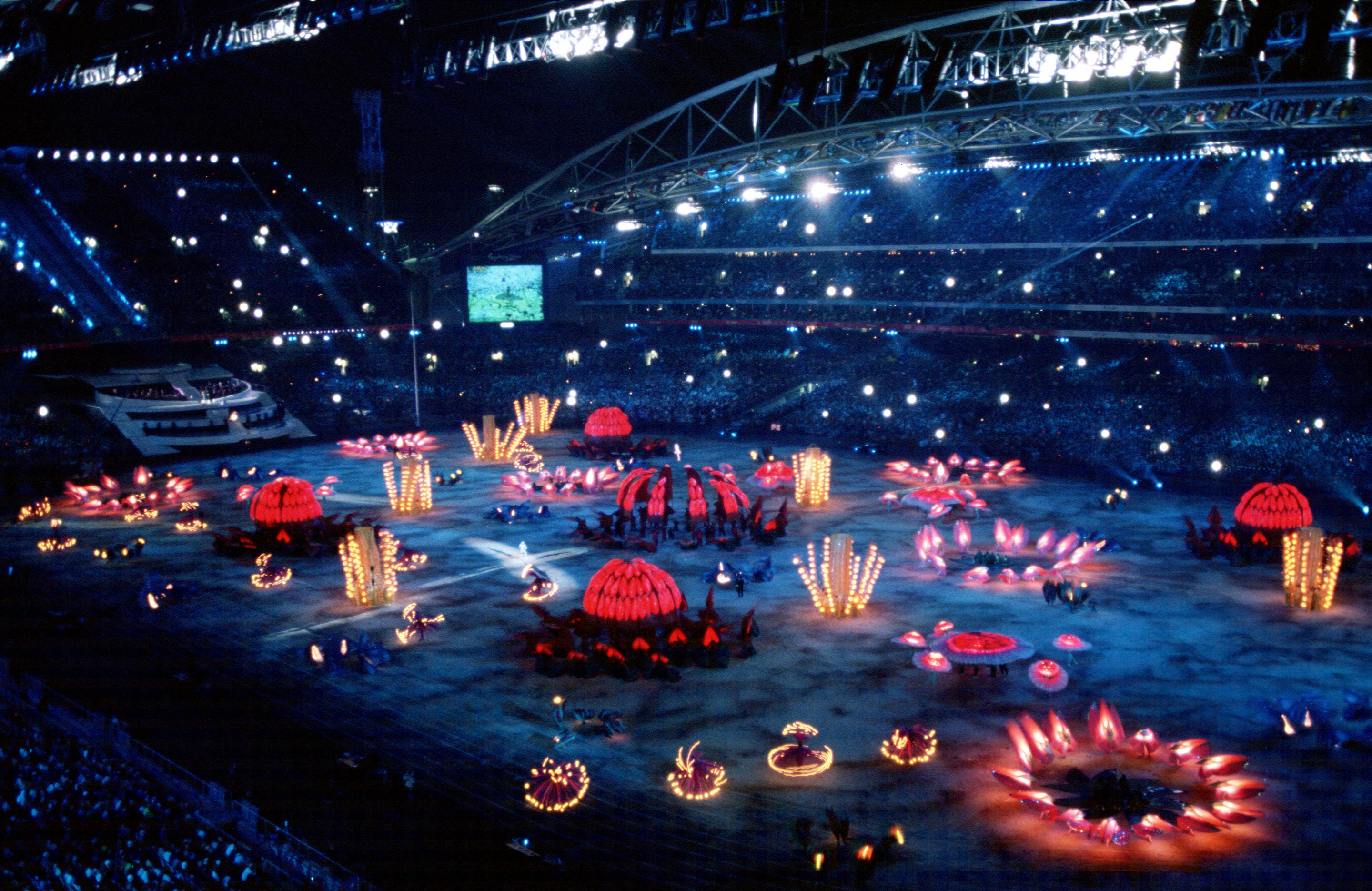
مراسم افتتاحیه المپیک تابستانی ۲۰۰۰ در ورزشگاه استرالیا در ۱۵ سپتامبر ۲۰۰۰

محبوب‌ترین ورزش‌ها در استرالیا شنا، دو و میدانی، دوچرخه سواری، فوتبال، گلف، تنیس، بسکتبال، موج سواری، نت بال و کریکت هستند. پوشش رسانه ای ورزش و ورزشکاران استرالیا به قبل از سال ۱۸۷۶ برمی گردد. اولین نشریه ورزشی استرالیایی به نام The Referee اولین بار در سال ۱۸۸۶ در سیدنی منتشر شد.

### کریکت
تیم ملی کریکت استرالیا در تمام دوره‌های جام جهانی کریکت شرکت کرده است. استرالیا موفق‌ترین تیم در این رویداد بوده است و شش بار از سیزده دوره برگزار شده برنده مسابقات شده است.

### راگبی
تیم ملی لیگ راگبی استرالیا در تمام دوره‌های جام جهانی راگبی ۱۳ نفره شرکت کرده است. استرالیا در این مسابقات بسیار موفق عمل کرده است و ۱۲ بار موفق به قهرمانی در این مسابقات شده است.

## بازی‌های المپیک

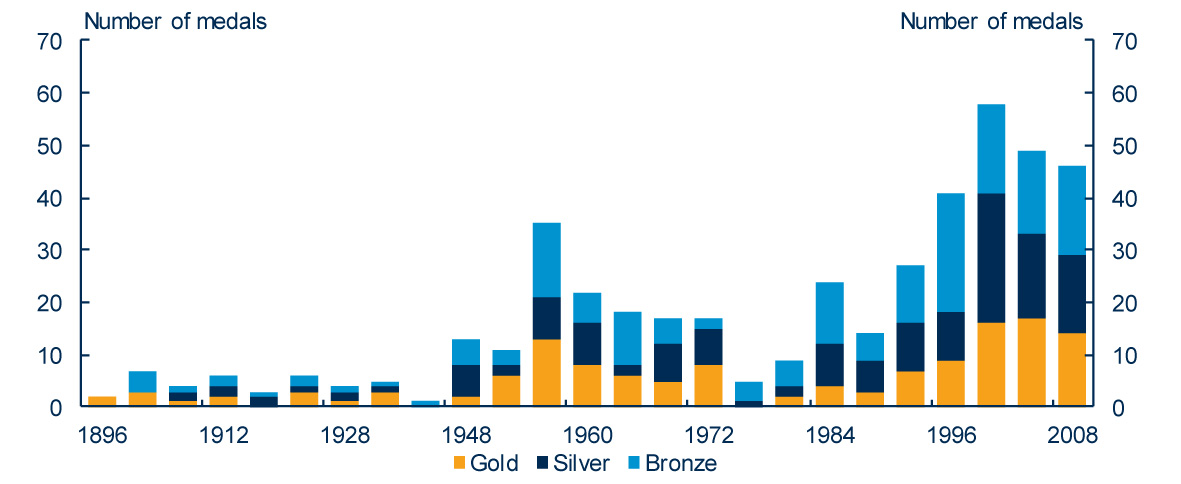
مجموع مدال‌های المپیک استرالیا

جنبش المپیک در استرالیا در طول دهه ۱۹۰۰ و ۱۹۱۰ آغاز شد. اولین سازمان‌ها برای المپیک در استرالیا از سیستم مدیریت دو و میدانی خارج شدند و منجر به ایجاد کمیته‌های المپیک مبتنی بر ایالت شدند. اولین نهاد ملی حاکم برای المپیک استرالیا در سال ۱۹۱۴ ایجاد شد و یک تلاش مشترک با نیوزلند بود. جنبش در استرالیا پس از آن در نتیجه جنگ جهانی اول دچار رکود شد.
سازمان نیوزلند و استرالیا منحل شد و یک سازمان ملی فقط استرالیایی در سال ۱۹۲۰ تأسیس شد که کمیته المپیک استرالیا نامیده می‌شود. اهداف اولیه این سازمان تأیید انتخاب تیم و جمع‌آوری کمک مالی برای کمک به المپیکی‌ها در پرداخت هزینه سفر آنها برای رقابت در بازی‌ها بود.  استرالیا دو بار در سال ۱۹۵۶ در ملبورن و در سال ۲۰۰۰ در سیدنی میزبان المپیک بوده است. این اولین بازی‌هایی بود که در نیمکره جنوبی میزبانی می‌شد.   بریزبن میزبان بازی‌های تابستانی ۲۰۳۲ خواهد بود.
بازی‌های سال ۱۹۵۶ اولین باری بود که استرالیا یک نماینده در سوارکاری داشت که در آن سال ارنی بارکر در این مسابقه شرکت کرد. استرالیا عموماً از بازی‌های المپیک تابستانی ۱۹۵۶ یک قدرت جهانی در شنای المپیک بوده است: شناگرانی مانند شین گولد، داون فریزر، ایان تورپ، کایرن پرکینز و آریرن تیتموس مدال‌های طلای متعددی برای استرالیا در این مسابقات کسب کرده‌اند. استرالیا در بازی‌های المپیک تابستانی ۱۹۷۶ عملکرد نسبتاً ضعیفی داشت. المپیک بعدی، بازی‌های المپیک تابستانی ۱۹۸۰ این کشور تنها ۹ مدال، که دو تای آن‌ها طلا بود به دست آورد.  پس از این دوره مؤسسه ورزش استرالیا برای کمک به بهبود آمار مدال‌های استرالیا در بازی‌ها ایجاد شد.  

## لیگ‌های ورزشی
- لیگ برتر فوتبال استرالیا

## تیم‌های ورزشی ملی
تیم‌های نماینده استرالیا در بسیاری از مسابقات بین‌المللی مانند المپیک، بازی‌های مشترک المنافع، جام جهانی کریکت، جام جهانی راگبی، جام جهانی راگبی ۱۳ نفره، جام جهانی فوتبال، جام جهانی بسکتبال برای مردان و زنان، جام جهانی نتبال و بیسبال شرکت می‌کنند.